# Werner Pollack

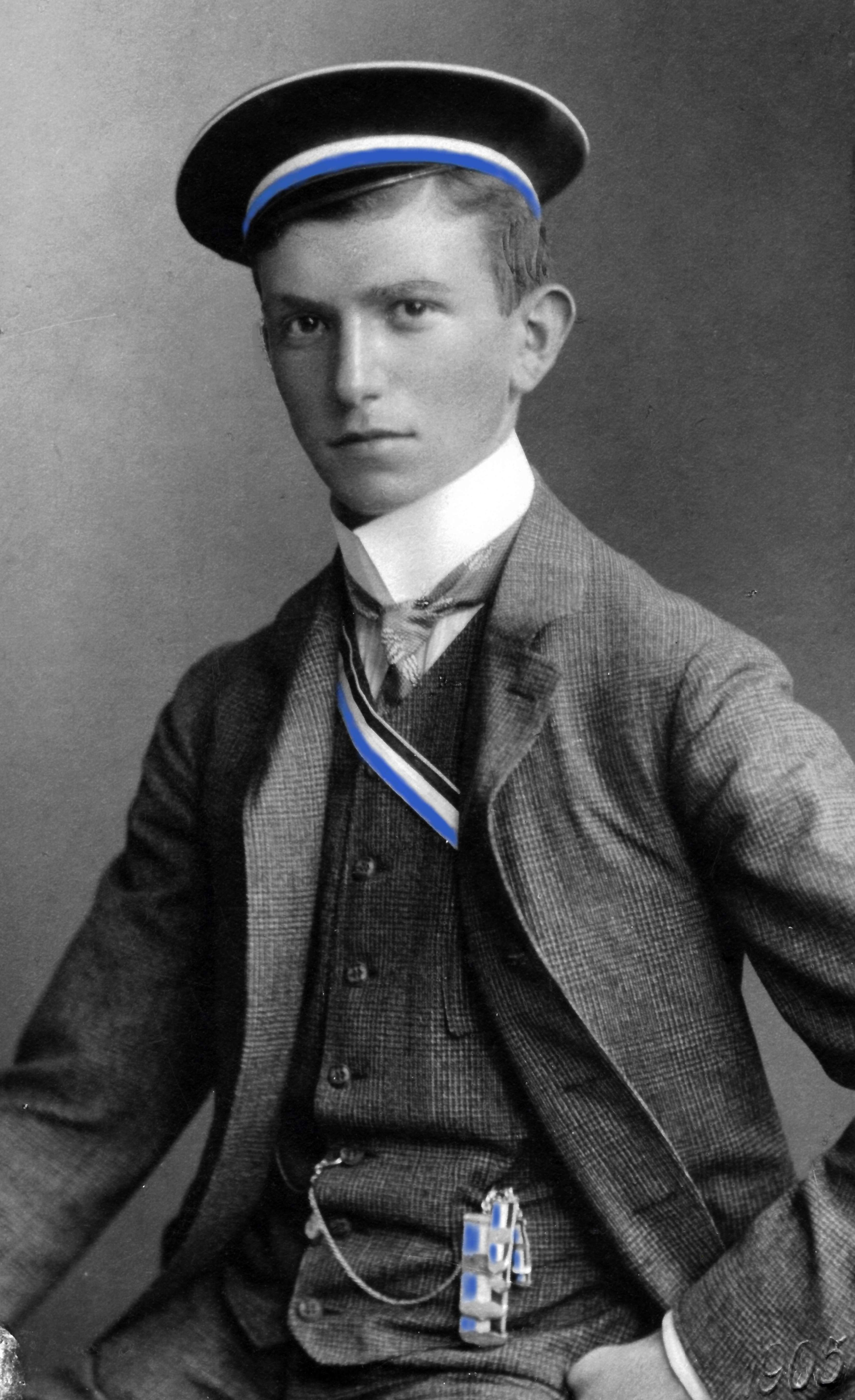
Werner Pollack

Werner Pollack (* 2. August 1886 in Gumbinnen, Ostpreußen; † 21. November 1979 in Wiesbaden) war ein deutscher Verwaltungsjurist.

## Leben
Pollack begann an der Ludwig-Maximilians-Universität München Rechtswissenschaft zu studieren. 1905 wurde er im Corps Suevia München aktiv. Als Inaktiver wechselte er an die Friedrichs-Universität Halle und die Universität Lausanne. Die Julius-Maximilians-Universität Würzburg promovierte ihn 1913 zum Dr. iur. Im Feldartillerie-Regiment „General-Feldzeugmeister“ (2. Brandenburgisches) Nr. 18 nahm er am Ersten Weltkrieg teil, zuletzt als Leutnant der Reserve. Neben beiden Klassen des Eisernen Kreuzes wurde er mit dem Ritterkreuz des Königlichen Hausordens von Hohenzollern mit Schwertern sowie dem Verwundetenabzeichen in Silber ausgezeichnet.

### Oberschlesien
Nach Kriegsende kam er als Hilfsarbeiter an das Landratsamt in Kattowitz, wo er – seit 1919 Regierungsrat – den Landrat des Öfteren vertreten musste. Anfang 1920 hatte er bei einer solchen Vertretung den großen preußischen Landkreis verantwortlich zu leiten, als Oberschlesien von den Alliierten besetzt wurde zur Sicherung der Volksabstimmung in Oberschlesien. Nach einem Zusammenstoß mit dem französischen Kreiskontrolleur wurde er an das Oberpräsidium der Provinz Schlesien versetzt. 1922 kam er zur Regierung in Frankfurt (Oder). Im selben Jahr wurde er Mitglied der Deutschen Volkspartei.

### Hessen-Nassau
Am 1. November 1924 wurde er zum kommissarischen Landrat des Untertaunuskreises in Bad Schwalbach ernannt. Der endgültigen Ernennung zum Landrat stellten sich manche Hindernisse entgegen, weil Pollack sich in Frankfurt (Oder) bei einem Reichstagswahlkampf politisch ohne Scheu exponiert und als Vorsitzender der Deutschen Volkspartei mehrere Leitartikel in der Presse veröffentlicht hatte. Opposition und Angriffe der SPD in Wiesbaden waren die Folge. Trotzdem durfte er im Januar 1925 sein Amt antreten, nachdem die preußische Regierung von der interalliierten Rheinland-Kommission nach zweieinhalbmonatiger Verhandlung das Agreement für ihn erreicht hatte. Es folgten sieben Jahre ungestörter und fruchtbarer Arbeit für den Untertaunuskreis. Mit dem Sieg der Nationalsozialistischen Deutschen Arbeiterpartei bei der Reichstagswahl März 1933 fand sie ein jähes Ende:
Der damalige NS-Kreisleiter hatte den Plan, Adolf Hitler im Untertaunuskreis so viele Ehrenbürgerschaften zu verschaffen, dass der Kreis an der Spitze in Deutschland stünde. Energisch und öffentlich widersetzte Pollack sich auch diesem Verlangen aus politischen und staatsrechtlichen Gründen. Auch weigerte er sich, Wahlversammlungen der SPD im Reichstagswahlkampf zu verbieten. Am 20. März 1933 organisierte daraufhin die NSDAP eine Demonstration gegen Pollack. Mit Lastwagen wurden 200 bis 300 auswärtige Parteigänger nach Schwalbach transportiert, die zum Kreishaus marschierten und den Rücktritt Pollacks forderten. Pollack lehnte es jedoch strikt ab, seine Abdankung zu erklären und beantwortete die Herausforderung mit Ausdrücken starker Verachtung und rief: „Sagen Sie den Leuten da unten, daß ich vor Lümmeln und Lausbuben überhaupt keine Erklärung abgebe!“ Daraufhin wurde das Kreishaus gestürmt und das Zimmer füllte sich mit etwa 100 wilden Männern. Unerwartet kam Hilfe von einem SS-Führer, der mit 15 bis 20 Mann in den Raum eindrang und Pollack vor dem drohenden tätlichen Angriff zu schützen suchte. Auf Veranlassung der politischen Führung wurde Pollack jedoch in den Wartestand versetzt und ab dem 9. Mai 1933 der Regierung in Hannover zur Beschäftigung überwiesen. Dieser gewaltige Rückschlag war ein Glücksfall; denn die Regierung in Hannover erwies sich als ein sicheres Refugium: „Niemand verlangte in diesen 12 Jahren von mir etwas, was ich nicht vor meinem Gewissen verantworten konnte.“ In seinem Haus überstanden er und seine Frau die Luftangriffe auf Hannover ohne Schaden.

### Niedersachsen
Am Tag nach der bedingungslosen Kapitulation der Wehrmacht wurde er Landrat im Landkreis Grafschaft Schaumburg. Mitte Februar 1946 wurde er Regierungsvizepräsident in Stade. Vom 19. Januar 1948 bis zum 31. Dezember 1949 war er zugleich amtierender Regierungspräsident im Regierungsbezirk Stade. Durch seine Schrift Über die Notwendigkeit einer großen selbstständigen Mittelinstanz im Lande Niedersachsen erregte er den Unwillen von Hinrich Wilhelm Kopf, der ihm „nach preußischen Beamtenbegriffen“ das Recht absprach, gegen Vorlagen der Staatsregierung Stellung zu nehmen. Es kam zu einem schweren Konflikt mit der niedersächsischen Staatsregierung, die die Stelle des Regierungspräsidenten mit einem SPD-Parteigenossen besetzen wollte. Eine Versetzung nach Hildesheim lehnte Pollack ab. Er beantragte vielmehr wegen dieser Ungerechtigkeit seine Versetzung in den Ruhestand, trotz des damit verbundenen Verlustes der hohen Stellung und eines Drittels seines Gehaltes. Daran änderten auch die vielen schriftlichen Fürsprachen nichts. Auch andere Angebote der Regierung und Verwaltung lehnte Pollack ab. Auf seinen eigenen Wunsch wurde er mit Wirkung vom 31. März 1950 in den Ruhestand versetzt. Trotzdem entschloss er sich auf Drängen der CDU, den Vorsitz dieser Partei in Stade zu übernehmen und die Bundestagswahl 1953 vorzubereiten, weil ihm die SPD-Herrschaft in Stade unerträglich geworden war. Am 19. Juli 1956 erhielt Pollack das Große Bundesverdienstkreuz.
Den Ruhestand verbrachte er in Wiesbaden (Schöne Aussicht 61), wo er mit 93 Jahren starb.